# Rochefort (Namur)
Rochefort é uma cidade e um município da Bélgica localizado no distrito de Dinant, província de Namur, região da Valônia.